# Säfferötter
Säfferötter (Seseli) är ett släkte av flockblommiga växter. Säfferötter ingår i familjen flockblommiga växter.

## Bildgalleri

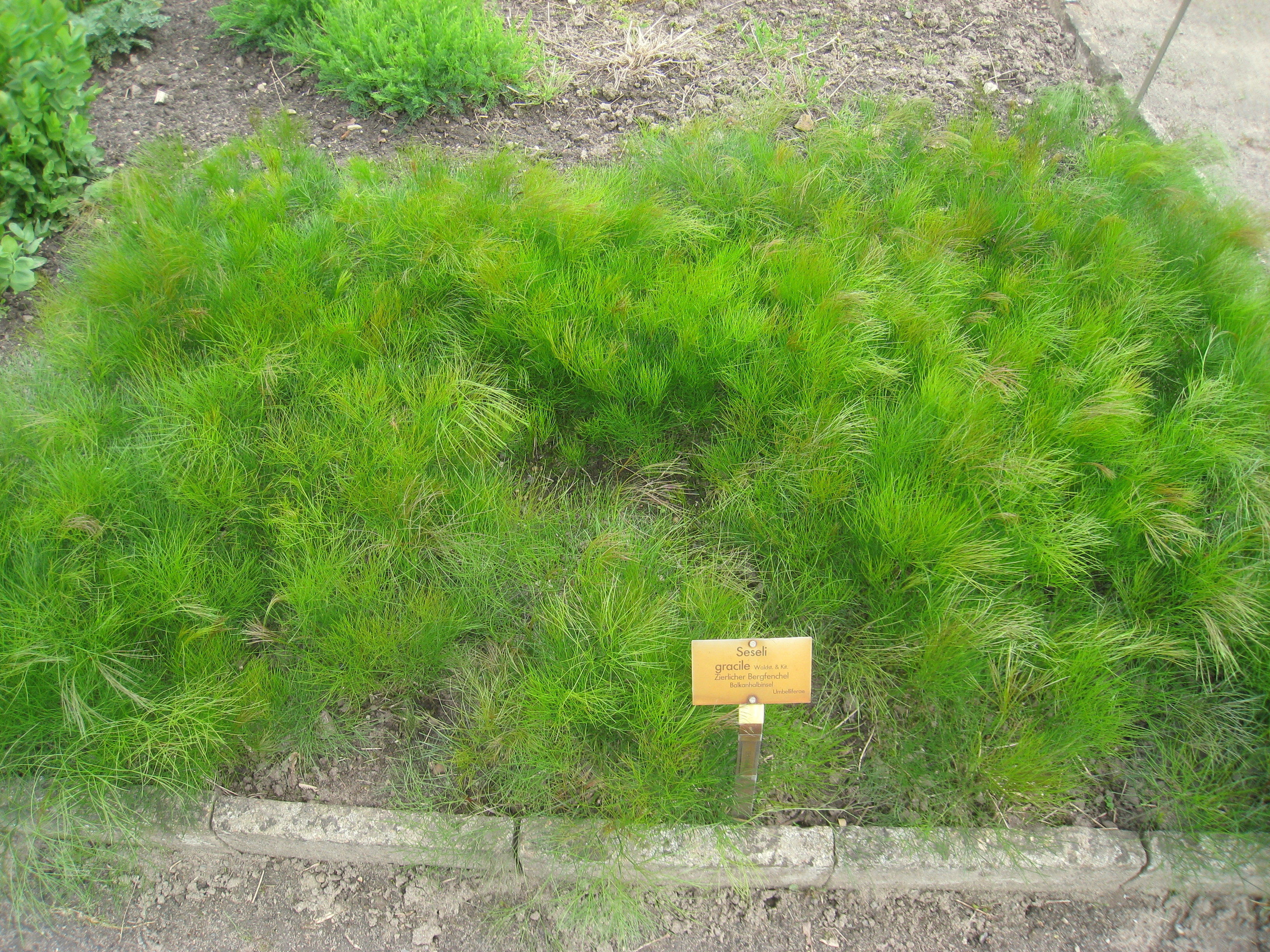
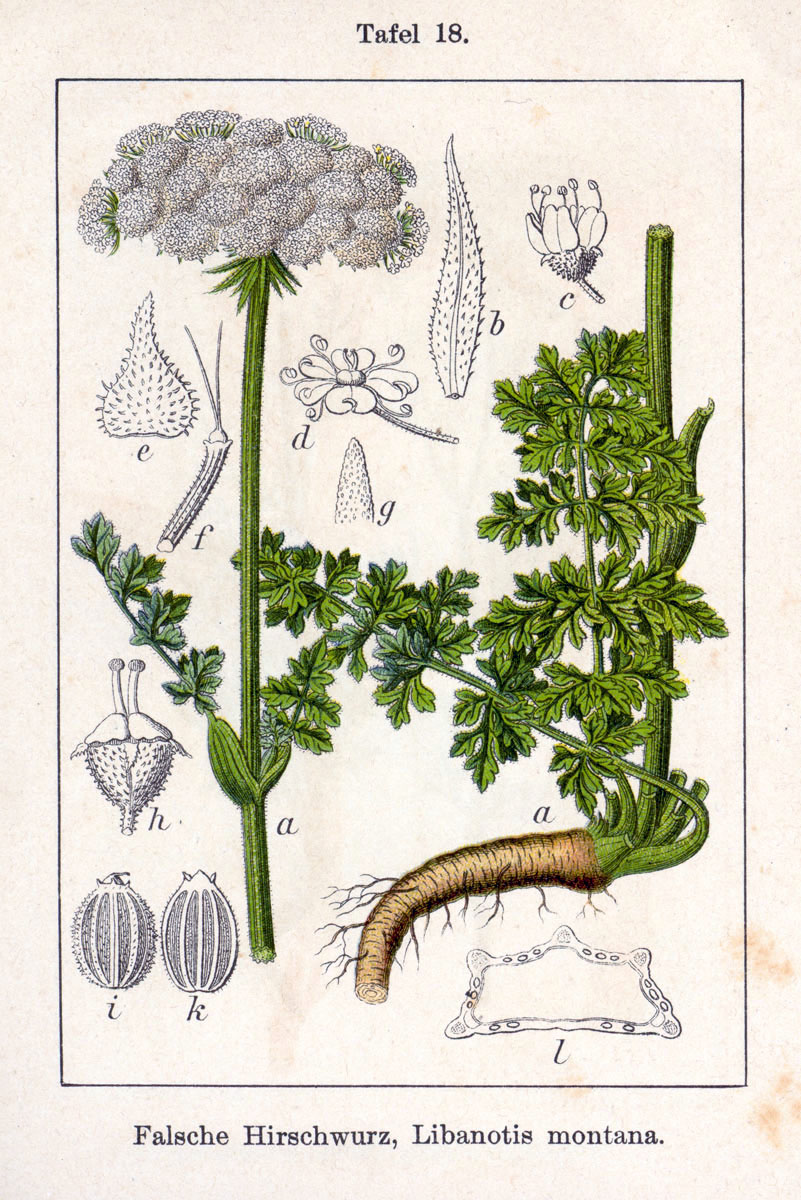

## Dottertaxa till Säfferötter, i alfabetisk ordning[1]
- Seseli aemulans
- Seseli afghanicum
- Seseli alaicum
- Seseli alexeenkoi
- Seseli algens
- Seseli alpinum
- Seseli altissimum
- Seseli ammi
- Seseli ammoides
- Seseli amomum
- Seseli andronakii
- Seseli annuum sommarsilja
- Seseli anomalum
- Seseli arcticum
- Seseli arenarium
- Seseli aristatum
- Seseli aroanicum
- Seseli articulatum
- Seseli aspergillifolium
- Seseli asperulum
- Seseli asperum
- Seseli athamantha
- Seseli athamanthoides
- Seseli athamanticum
- Seseli athamantoides
- Seseli atlanticum
- Seseli austriacum
- Seseli beckii
- Seseli betpakdalense
- Seseli bienne
- Seseli bocconi
- Seseli bosnense
- Seseli brachylobum
- Seseli braunii
- Seseli brevicaule
- Seseli bulgaricum
- Seseli bunius
- Seseli caffrum
- Seseli calcareum
- Seseli calycina
- Seseli calycinum
- Seseli campestre
- Seseli cantabricum
- Seseli carinatum
- Seseli carum
- Seseli carvifolium
- Seseli chabraei
- Seseli chaerophylloides
- Seseli cinereum
- Seseli coloratum
- Seseli connatum
- Seseli coreanum
- Seseli coronatum
- Seseli corsicum
- Seseli crassifolium
- Seseli creticum
- Seseli crithmifolium
- Seseli cuneifolium
- Seseli curvifolium
- Seseli cyclolobum
- Seseli decipiens
- Seseli defoliatum
- Seseli degenii
- Seseli delavayi
- Seseli denudatum
- Seseli depressum
- Seseli desertorum
- Seseli devenyense
- Seseli dichotomum
- Seseli diffusum
- Seseli dioicum
- Seseli djianeae
- Seseli dubium
- Seseli dulce
- Seseli elata
- Seseli elatum
- Seseli elbruense
- Seseli elegans
- Seseli eriocephalum
- Seseli farinosum
- Seseli farrenyi
- Seseli fasciculatum
- Seseli fedtschenkoanum
- Seseli ferulaceum
- Seseli ferulaefolium
- Seseli filiforme
- Seseli floribundum
- Seseli foeniculifolium
- Seseli foliosum
- Seseli fragile
- Seseli galloprovinciale
- Seseli giganteum
- Seseli gigas
- Seseli glabratum
- Seseli glaucescens
- Seseli glaucum
- Seseli globiferum
- Seseli gracile
- Seseli granatense
- Seseli grandivittatum
- Seseli graveolens
- Seseli grubovii
- Seseli gummiferum
- Seseli haussknechtii
- Seseli hercegovinum
- Seseli heterophyllum
- Seseli hippomarathrum hästsilja
- Seseli hispidum
- Seseli hypoleucum
- Seseli inaequale
- Seseli incisodentatum
- Seseli intermedium
- Seseli intramongolicum
- Seseli intricatum
- Seseli inundatum
- Seseli irramosum
- Seseli jomuticum
- Seseli junatovii
- Seseli junceum
- Seseli karatavicum
- Seseli karateginum
- Seseli kaschgaricum
- Seseli kochii
- Seseli korovinii
- Seseli korshynskyi
- Seseli krylovii
- Seseli ledebourii
- Seseli lehmannii
- Seseli lehmanuianum
- Seseli leiocarpum
- Seseli leptocladum
- Seseli lessingianum
- Seseli leucocoleum
- Seseli leucospermum
- Seseli levigatum
- Seseli libanotis säfferot
- Seseli littoraee
- Seseli lobelianum
- Seseli longifolium
- Seseli lucanum
- Seseli luteolum
- Seseli macedonicum
- Seseli macrophyllum
- Seseli mairei
- Seseli malyi
- Seseli marginatum
- Seseli massiliense
- Seseli mathioli
- Seseli mazzocchii-alemannii
- Seseli merkuloviczii
- Seseli meum
- Seseli mironovii
- Seseli monstrosum
- Seseli montanum fliksäfferot
- Seseli multicaule
- Seseli mutellina
- Seseli nanum
- Seseli natalense
- Seseli nemorosum
- Seseli nevskii
- Seseli nitidum
- Seseli nortonii
- Seseli oligophyllum
- Seseli olivieri
- Seseli osseum
- Seseli pallasii
- Seseli parnassicum
- Seseli parvulum
- Seseli patens
- Seseli pauciradiatum
- Seseli peixoteanum
- Seseli petraeum
- Seseli peucedanifolium
- Seseli peucedanoides
- Seseli pimpinelloides
- Seseli piperitum
- Seseli platyphyllum
- Seseli podlechii
- Seseli polyphyllum
- Seseli ponticum pontisk säfferot
- Seseli praecox
- Seseli proliferum
- Seseli promonense
- Seseli puberulum
- Seseli pubicarpum
- Seseli pumilum
- Seseli purpurascens
- Seseli purpureovaginatum
- Seseli purpureum
- Seseli pyrenaicum
- Seseli quinquefolium
- Seseli ramosissimum
- Seseli reichenbachii
- Seseli resinosum
- Seseli rhodopeum
- Seseli rigidum
- Seseli rimosum
- Seseli rivinianum
- Seseli rubellum
- Seseli rupicola
- Seseli salsum
- Seseli sandbergiae
- Seseli saxicola
- Seseli saxifragum
- Seseli scaberrimum
- Seseli scabriusculum
- Seseli scariosum
- Seseli sclerophyllum
- Seseli scopulorum
- Seseli sedae
- Seseli segetum
- Seseli selinoides
- Seseli seravschanicum
- Seseli serbica
- Seseli serbicum
- Seseli sessiliflorum
- Seseli setifera
- Seseli setiferum
- Seseli sibthorpii
- Seseli simplex
- Seseli sondorii
- Seseli songoricum
- Seseli splendens
- Seseli sprengelii
- Seseli squarrosum
- Seseli squarrulosum
- Seseli staurophyllum
- Seseli striatum
- Seseli strictum
- Seseli subaphyllum
- Seseli talassicum
- Seseli taquetii
- Seseli tauricum
- Seseli tenderiense
- Seseli tenellum
- Seseli tenuisectum
- Seseli teres
- Seseli togasii
- Seseli tomentosum
- Seseli tommasinii
- Seseli tortuosum
- Seseli transcaucasica
- Seseli transcaucasicum
- Seseli transsilvanicum
- Seseli trilobum
- Seseli tschuiliense
- Seseli turbinatum
- Seseli turbith
- Seseli ugoense
- Seseli uliginosum
- Seseli unicaule
- Seseli vaginatum
- Seseli vaillantii
- Seseli valentinae
- Seseli validum
- Seseli vandasii
- Seseli varium
- Seseli vayredanum
- Seseli webbii
- Seseli venosum
- Seseli verticillatum
- Seseli viarum
- Seseli virescens
- Seseli virgatum
- Seseli vulgare
- Seseli vulgatum
- Seseli yunnanense
- Seseli zeylanicum